# Documentos cortesianos

Documentos cortesianos

Os Documentos cortesianos são a compilação de José Luis Martínez de textos manuscritos de valor histórico que têm relação direta  com Hernán Cortêsː os de Cortês, os escritos em seu nome ou por encarrego; e os relatórios dos factos que lhe interessavam ao próprio Cortês. Abarca um longo períodoː de 1518 a 1548, um ano após sua morte.
O Duas cartas datadas em 1526 nas que se menção da expedição às Hibueras (hoje Honduras) são propriedade de Centro de Estudos da História de México Carso.

## Contexto histórico do documento
Dentro do documento, Cortês relata a expedição que empreendeu às Hibueras (hoje Honduras), viagem que o manteve fora da Nova Espanha do 12 de outubro de 1524 ao 19 de junho de 1526. A viagem foi realizada para salvaguardar a fronteira novohispana que se encontrava ameaçada por outros países, e também era importante para Cortês encontrar um estreito para unir o oceano Atlántico com o oceano Pacífico e facilitar as rotas comerciais.
A ausência de Cortês, no entanto, provocou um caos na Nova Espanha em 1525, já que difundiu-se a notícia falsa de sua morte, provocando excessos por parte dos encarregados de governo, quem apropriaram-se dos bens e encomendas de Cortês, perseguiram a seus amigos, familiares e abusaram dos índios, quem rebelaram-se. Este evento contribuiu à destituição de Hernán Cortês.